# Dawartz Schiffswerft
Die Dawartz Schiffswerft im alten Tönninger Hafen wurde 1740 von Hinrich Dreyer gegründet und baute ausschließlich Holzschiffe. Sie war eine der ältesten Holzschiffswerften in Schleswig-Holstein. 

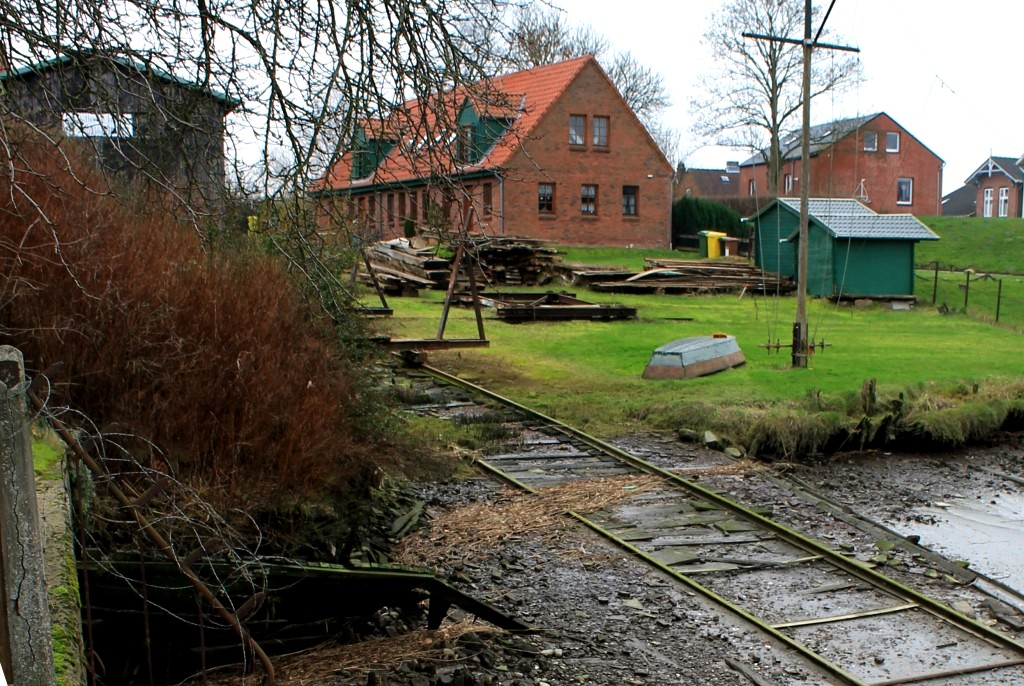
Blick auf die Slipanlage der Werft

## Geschichte
Auf der stillgelegten Werft im historischen Hafen von Tönning wurden seit rund 375 Jahren Holzschiffe gebaut. Sie wurde 1740 gegründet, 1791 von J. Jans und 1910 von F. Dawartz übernommen.

### Gründung der Werft 1740
Die Werft wurde 1740 von Hinrich Dreyer in Tönning gegründet und baute rund 50 Jahre lang für Kunden aus der näheren Umgebung kleine Boote, Ewer und als Eiderschnigge bekanntgewordene Frachtsegler des Eidergebietes im 18. und 19. Jahrhundert. Die Schnigge fuhr auf der Eider und Niederelbe, aber auch bis England und Russland. Sie war ein guter Flachwassersegler.

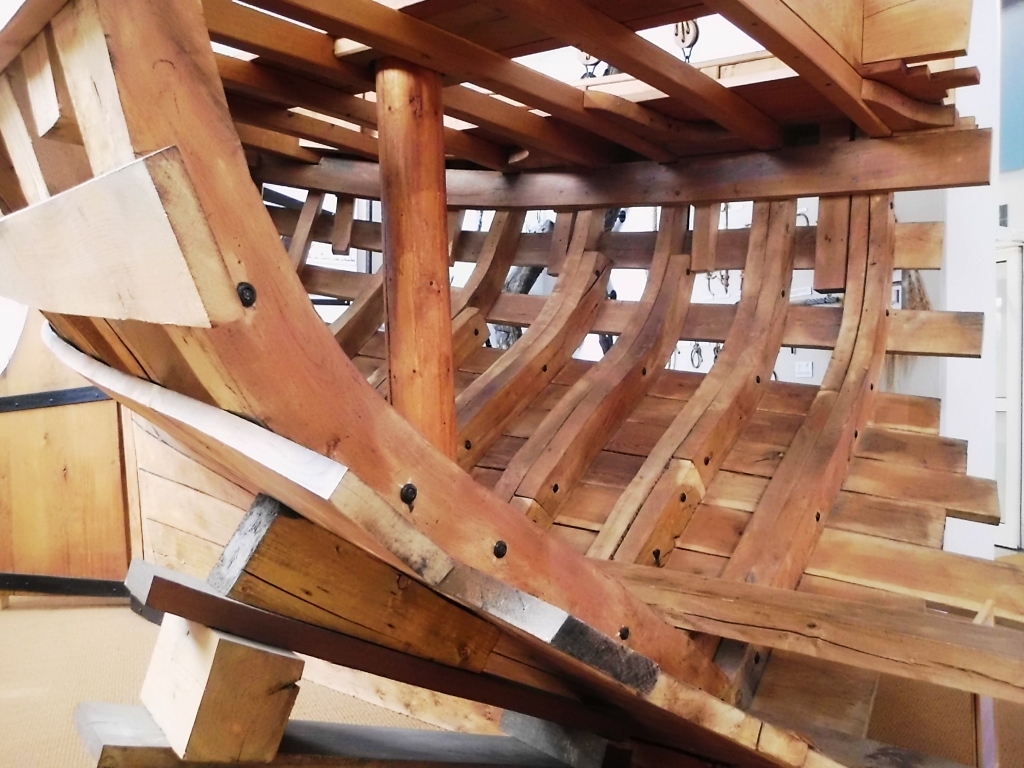
Hölzernes Hinterschiff einer Schnigge

### Ab 1791 führt Johann Jans die Werft
Johann Jans führte den Werftbetrieb ab 1791 weiter. Unter anderem wurde 1791 das Vollschiff Waacksamheit an G. Boutin in Hamburg abgeliefert, die mit rund 350 Registertonnen vermessen war. 1836 wurde der Schoner Ceres mit 37 Last abgeliefert. Die Holzschiffswerft baute vorwiegend Boote und Schiffe wie z. B. Schoner, Eiderschniggen sowie viele Fischereiboote.

### Friedrich Dawatz übernimmt 1910 die Werft
Die Werft ist seit 1919 im Besitz der Familie Dawartz und blieb bis zur Schließung eine Holzschiffswerft für den Bau von Booten und kleinen Schiffen. Sie hat sich bis Mitte des 20. Jahrhunderts sowohl mit dem Schiffsneubau und Reparaturen beschäftigt. In diesem Zeitraum entstanden rund 60 neue Boote und Schiffe, die zwischen 5 und 20 BRT vermessen waren. Ab 1951 wurden fast nur noch Reparaturen durchgeführt. Der Neubau von Fischkuttern wurde 1968 eingestellt. Auch aufgrund der Fertigkeiten im Holzschiffbau wurden in den letzten Jahren vor der Werftschließung handwerklich anspruchsvolle Umbauten und Nachbauten von Traditionsschiffen durchgeführt.
Im Jahr 1958 richtete Dawartz einen Zweigbetrieb in Büsum ein, der am Ende des dortigen Hafenbeckens II lag und über eine Slipanlage verfügte. Die Zweigwerft wurde 1960 an den Schiffbauingenieur Andres verkauft. Aus dem Unternehmen ging 1982 die Büsumer Bootswerft Reimer Landberg hervor. 

## Gebaute Schiffe
Abgeliefert wurden Arbeitsboote, Fischereiboote, Ewer, Leichter, kleine Behördenschiffe und viele Fischkutter. Die Fischkutter gingen vorwiegend an Eigner aus Tönning, Büsum, Husum und Friedrichskoog. Der 1947 abgelieferte Fischkutter Elfriede mit 22 BRT und die 1985 von Erich Dawartz auf eigene Rechnung gebaute Schoneryacht La Paloma mit 18 BRT gehörten zu den größeren auf dieser Werft entstandenen Schiffen.
Die Mytilus, 1939 auf der Dawartz Schiffswerft als Krabbenkutter gebaut, ist ein deutscher Gaffelkutter mit Heimathafen Hamburg-Övelgönne, der mit Pfadfinder- und Jugendgruppen auf der Ost- und Nordsee segelt.
Die Grundsanierung des Rumpfes der Rigmor von Glückstadt, dem ältesten noch fahrbereiten Segelschiff Deutschlands, fand 1994/95 auf der Dawartz-Werft statt.

## Weiternutzung des Werftgeländes
Der alte Tönninger Hafen wird seit dem Bau des Eidersperrwerkes vorwiegend von Sportschiffern genutzt. Zwar hatte der Verein Transformare e.V geplant, der Dawartz Werft mit der noch bestehenden Slipanlage als Mitmach- und Museumswerft ein viertes Leben einzuhauchen, doch scheiterte das Projekt nach dem Tod des letzten Inhabers und dem Verkauf des gesamten Areals durch die Erben. 
Nach dem Verkauf des gesamten Werftgeländes im Frühjahr 2017 wird in der Werfthalle und auf der Slipanlage von Frühjahr bis Herbst ein Bistro und Café betrieben.